# Truncatella scalaris
Truncatella scalaris is een slakkensoort uit de familie van de Truncatellidae. De wetenschappelijke naam van de soort is voor het eerst geldig gepubliceerd in 1830 door Michaud.